# Pantà de Susqueda

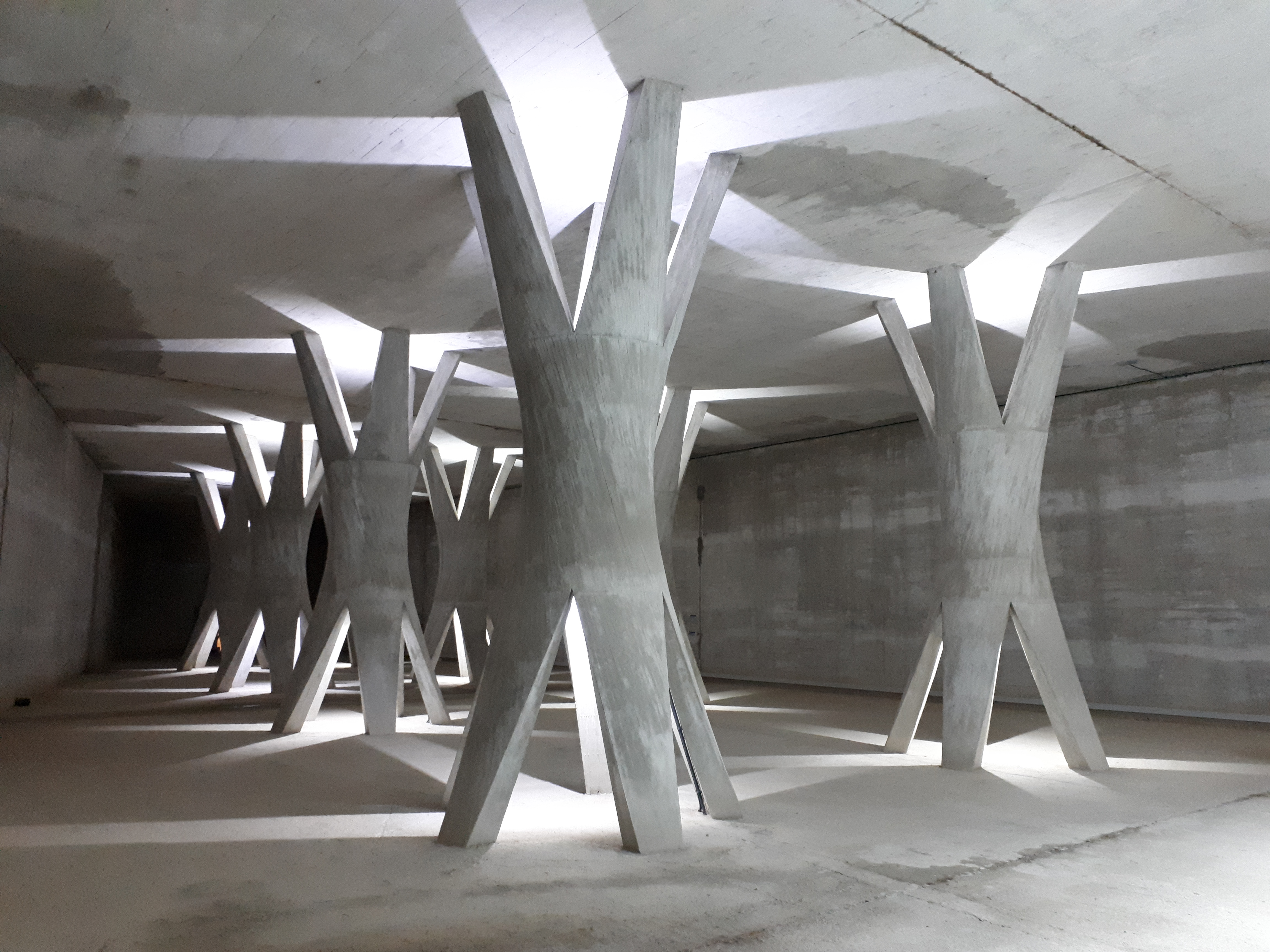
Sala de les columnes de la presa de Susqueda. 1963-1967. Arturo Rebollo, enginyer

El pantà de Susqueda és un embassament que pertany al riu Ter, creat per una presa situada al municipi d'Osor, que s'estén pels termes de Susqueda, Sant Hilari Sacalm i en una minúscula extensió en el d'Osor, a la comarca de la Selva.
Juntament amb el de Sau i amb el del Pasteral, forma part d'un sistema de tres pantans que uneixen la comarca d'Osona amb la de la Selva. La major part de l'embassament està situada en el municipi de Susqueda.
És l'últim en el temps i més important embassament del sistema d'aprofitament hidrogràfic del Ter (Sau-Susqueda-El Pasteral).
Un cop superades, més per força que per grat, les resistències dels habitants de la zona, Hidroelèctrica de Catalunya comença la construcció el 1963, aprofitant el congost que formava el riu entre les serres de Montdois i Sant Benet amb la intenció de produir energia elèctrica i garantir l'abastament d'aigua a Girona i Barcelona. Les obres es van acabar el 1967 i la central hidroelèctrica va entrar en servei el 1968. L'embassament sepultà sota les aigües el poble de Susqueda i les terres i masies de les valls de Susqueda i Querós.
A part de la producció d'energia elèctrica, reserva d'aigua i regulació del cabal del Ter, té un atractiu paisatgístic considerable en trobar-se emmig d'un paisatge frondós i muntanyenc.
La presa de Susqueda és igualment notable com a obra d'enginyeria. Es tracta d'una presa tipus volta de doble curvatura, feta de formigó, amb diverses galeries que la travessen interiorment. Va ser concebuda per l'enginyer Arturo Rebollo Alonso que va incorporar a la presa alguns elements singulars tals com l'espectacular sala dita de les columnes situada en un dels estreps laterals, i a la qual s'accedeix per una elegant escala helicoidal. Les mal anomenades columnes són en realitat pilars de geometria hiperbòlica de revolució truncada que alhora porten incorporat el sistema d'il·luminació de l'espai, realment espectacular.
A la central hidroelèctrica situada més avall de la presa i excavada sota terra també s'hi poden trobar nombrosos detalls de l'aportació creativa d'Arturo Rebollo.